# Luxmanda
Luxmanda es un sitio arqueológico ubicado en el distrito de Babati, en el centro-norte de Tanzania. Descubierto en 2012, las excavaciones en el área la han identificado como el sitio de asentamiento más grande y más meridional del Neolítico Pastoral de la Sabana (NPS), una cultura pastoral centrada en el este de África durante un período conocido como el Neolítico Pastoral (aproximadamente 5000-1200 AP).
La datación por radiocarbono del carbón vegetal, el colágeno humano y la materia orgánica en artefactos cerámicos indican que Luxmanda estuvo ocupada entre 3.200 y 2.900 años atrás. En el sitio de Luxmanda se han recuperado cerámicas, restos líticos, huesos trabajados, marfil y conjuntos de cáscaras de huevo de avestruz, además de huesos de ganado y humanos. También se han encontrado grandes piedras de moler, aunque su función sigue siendo incierta. Los habitantes de Luxmanda eran pastores altamente especializados que dependían del ganado vacuno, ovejas, cabras y burros para su subsistencia. Se desconoce su afiliación lingüística, pero algunos lingüistas históricos han especulado que los pueblos del NPS hablaban lenguas cushitas similares al idioma iraqw que todavía se habla en la zona. Al Neolítico Pastoril le siguieron la Edad del Hierro Pastoril y la expansión bantú.

## Análisis de ADN antiguo
El análisis de agrupamiento por mezcla de un esqueleto infantil femenino de 3100 años de antigüedad exhumado en Luxmanda encontró que el individuo tenía aproximadamente el 38 ± 1% de su ascendencia relacionada con la cultura neolítica precerámica del Levante. Nuevos datos genéticos de Luxmanda sugieren que esta afinidad probablemente se deba a la migración a África de descendientes de agricultores del neolítico precerámico B del Levante, o a la descendencia común de una población ancestral no africana (euroasiática occidental) que habitó África u Oriente Próximo varios milenios antes. En todos los machos se analizó el ADN cromosómico Y agrupado con subclados E1b1b, y dos de ellos arrojaron subclados A1b ambivalentes debido a la falta de colágeno.
La ascendencia africana de Luxmanda fue considerada como la más estrechamente relacionada con una población de cazadores-recolectores que habitó Etiopía alrededor del 4.500 AP (en un escenario de mestizaje de dos poblaciones, con proporciones de ascendencia inferidas de 62,2-62,8% para el componente de cazadores-recolectores y 37,2-37,8% para el componente Neolítico Precerámico B). Al utilizar un escenario de mestizaje de tres poblaciones, la parte africana también mostró contribuciones de una población relacionada con los dinka (con una proporción de ascendencia inferida de 39% ± 1% para la ascendencia relacionada con los levantinos). Además, el análisis de haplogrupos indicó que el espécimen de Luxmanda llevaba el haplogrupo L2a1 (ADNmt). Los científicos habían datado previamente la llegada de ascendencia relacionada con Eurasia occidental a África oriental, que ahora está omnipresente en la región, alrededor de 3000 años AP en promedio. Los nuevos datos genéticos sugieren que los creadores del Neolítico Pastoril de la Sabana fueron responsables de difundir la ascendencia antigua relacionada con el Levante en la región de los Grandes Lagos, donde habían establecido nuevos asentamientos. Es probable que la población de Luxmanda también haya introducido el pastoreo en el sur de África, ya que se encontró que un individuo pastoril de 1.200 años de antigüedad del Cabo Occidental tenía afinidades con la muestra obtenida en Luxmanda.